# Poederzwamgast
De poederzwamgast (Asterophora lycoperdoides) is een schimmel die behoort tot de familie Lyophyllaceae. Hij groeit als necrotrofe parasiet op andere paddenstoelen, voornamelijk die van het geslacht Russula maar soms ook van melkzwammen (Lactarius). De soort komt voor in verschillende bossen, voornamelijk beuken- en sparrenbossen.

## Kenmerken
De lamellen zijn lichtgrijs, dik, verafstaand slechts onduidelijk ontwikkeld en kunnen ook geheel ontbreken. Op de hoed van de paddenstoel worden ongeslachtelijke sporen geproduceerd, waardoor het organisme zichzelf gemakkelijk kan klonen. De steel is tot 3 cm lang en 3 tot 5 mm dik, is witachtig van kleur, wordt later bruin en zwart, is vaak gebogen en ten slotte wordt de steel hol. Het vlees is bleek. De vruchtlichamen ruiken en smaken naar meel. Het wordt beschouwd als niet-giftig, maar oneetbaar.
Met de leeftijd valt het hoedoppervlak uiteen in bruinachtige, ovaal-ronde, wratachtige tot stompe stekelige chlamydosporen die 13 tot 20 µm lang en 10 tot 20 µm breed zijn. De basidiosporen zijn glad, elliptisch en doorschijnend (hyaliene).

## Verspreiding
De poederzwamgast komt voor in het Holarctisch gebied en wordt gevonden in Siberië, Japan en Noord-Amerika. In Europa komt hij voor van de Balearen, Corsica, Italië en Roemenië over West- en Midden-Europa tot Estland, Denemarken en Zweden. In Nederland komt hij algemeen voor en is hij niet bedreigd .

## Ecologie
De poederzwamgaast groeit saprobiotisch op rottende vruchtlichamen van russula's, vooral op Russula adusta, Russula densifolia en Russula nigricans en zeldzamer ook op melkzwammen, b.v. Lactarius vellereus. De soort komt voor in diverse bossen, vooral beuken en sparrenbossen. Het komt alleen voor op zure of neutrale gronden en niet op alkalische gronden, op vochtige plaatsen. De vruchtlichamen verschijnen in Midden-Europa, vooral in regenachtige jaren van eind juli tot begin november.

## Naamgeving
De soortnaam Agaricus lycoperdonoides is gegeven door de Franse mycoloog Jean Baptiste Francois Pierre Bulliard in 1784.